# Рејцов Грич
Рејцов Грич (словен. Rejcov Grič) је насељено место у општини Идрија, Горишка регија, Словенија.

## Историја
До територијалне реорганизације у Словенији био је у саставу старе општине Идрија. Као самостално насеље Рејцов Грич постоји од 2006. године. Настало је издвајањем дела из насеља Чековник.

## Становништво
У попису становништва из 2011. године, Рејцов Грич је имао 15 становника.
| Број становника према пописима |
| ------------------------------ |
| 2011                           |
| 15                             |

Напомена: Године 2006. настала издвајањем дела из насеља Чековник, под именом Рејцов грич, а исте године смањена издвајањем дела придодатог насељу Чековник, а име му је словно промењено у Рејцов Грич.